# لانغيدوك

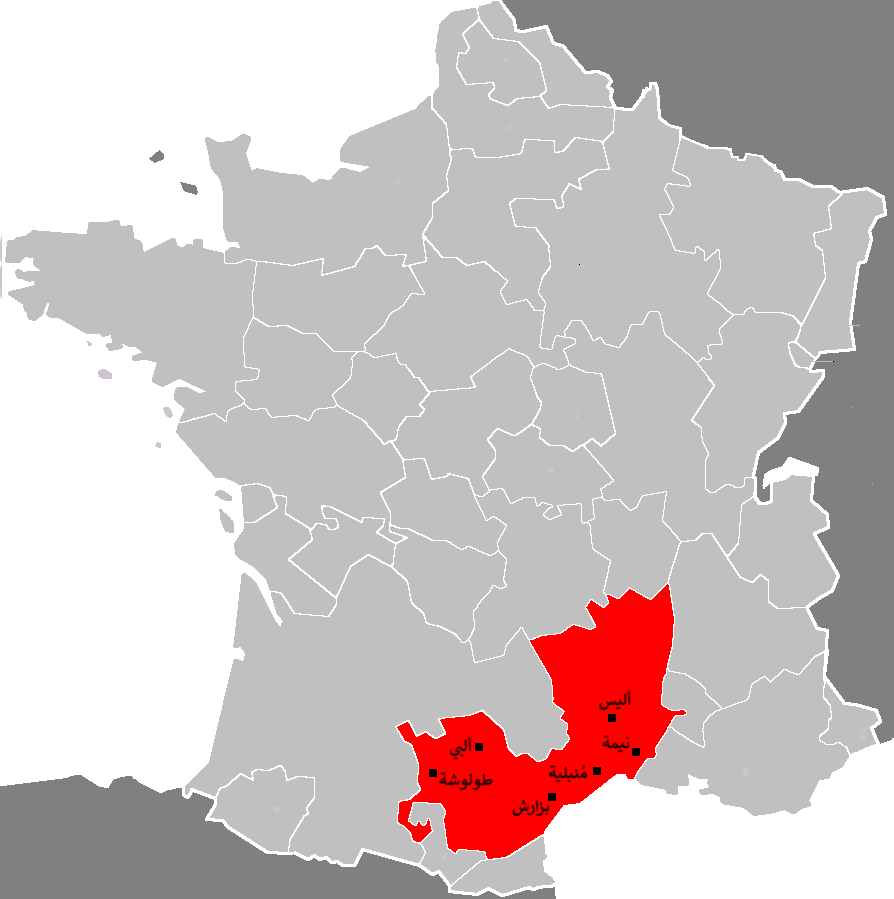
موقع منطقة لانغدوك في فرنسا

لانغدوك (بالفرنسية: Languedoc)‏ مقاطعة فرنسية سابقة أصبحت الآن ضمن إقليم أوكسيتاني في جنوب فرنسا. كانت عاصمتها تولوز. وتبلغ مساحتها 27,376 كيلومتر مربع تقريبا (10,570 ميل مربع).

## الأعلام
- السمح بن مالك الخولاني، فتح هذه المنطقة إبان حكمه لبلاد الأندلس.